# Paracedemon
Paracedemon is een kevergeslacht uit de familie van de boktorren (Cerambycidae). De wetenschappelijke naam van het geslacht werd voor het eerst geldig gepubliceerd in 1943 door Breuning.

## Soorten
Paracedemon omvat de volgende soorten:
- Paracedemon niger Breuning, 1957
- Paracedemon ruber Breuning, 1943